# Kæmpemund
Kæmpemunden eller stormund (Megachasma pelagios) er en meget sjælden hajart, der som de andre store hajarter f.eks. hvalhajen og brugden lever af at filtrere plankton fra vandet. Kæmpemund kan blive op til 7 meter og veje omkring 800 kg. Den har som navnet antyder en stor mund med små tænder og en bred rundet snude. Oversiden er en mørk brunlig farve, mens undersiden er hvid – flere har derfor ved observationer forvekslet hajen med en ung spækhugger. Kæmpemundens hale er asymmetrisk med en lang øvre flap, som ved rævehajerne. Indersiden af gællerne er besat med fingerlignende vedhæng, der er designet til at fange plankton.
Ifølge de få observationer der er gjort af levende kæmpemund fouragerer de om natten nær overfladen, mens de om dagen svømmer dybere.
Den første kæmpemund blev fanget 15. november 1976 ud for Oahu, Hawaii. Kæmpemunden var blevet viklet ind i et dybhavsnet til flydeankeret, fra et amerikansk krigsskib og blev derved opdaget. Der er indtil 2015 kun rapporteret om ca. 60 observationer af kæmpemund . De fleste er set i Østasien ved Japan, men kæmpemund er også observeret ved Senegal og ved USAs østkyst.
Kæmpemunden er i dag klassificeret i sin egen familie Megachasmidae, men nogle forskere argumenterer for at flytte hajen til brugdefamilien Cetorhinidae (se Brugde).